# Fréteur
Le fréteur (Shipowner en anglais) est celui qui donne un navire en location en contrepartie d'une somme convenue, le fret. Ce terme peut également être employé pour les affrètements aériens.

## Présentation
Le contrat d'affrètement est conclu entre le fréteur et l’affréteur et a pour objet la mise à disposition d’un navire pendant un temps défini ou un trajet donné. La matérialisation de ce contrat est la charte-partie.

### Qui est fréteur?
Aujourd'hui, les navires sont affrétés en cascade. Un propriétaire, souvent une société financière, loue un navire « coque nue » à un affréteur. Si celui-ci équipe le navire, il devient armateur. Lorsqu'il l'affrète « à temps » à un autre affréteur, il devient à son tour fréteur dans ce contrat. En dernier lieu, le sous affréteur « à temps » devient fréteur lorsqu'il l'affrète « au voyage ».

## Sources
- Dictionnaire Gruss de Marine, Éditions Maritimes et d'Outre-Mer
- Pratic Export, Le Fret maritime pratique, éditions SMECI